# آساهي أويناكا
آساهي أويناكا (باليابانية: 植中 朝日) (مواليد 1 نوفمبر 2001) هو لاعب كرة قدم ياباني.

## وصلات خارجية
- آساهي أويناكا على موقع رابطة كرة القدم اليابانية للمحترفين (اليابانية)
- آساهي أويناكا على موقع إي إس بي إن إف سي (الإنجليزية)
- آساهي أويناكا على موقع قاعدة بيانات كرة القدم.إي يو (الإنجليزية)
- آساهي أويناكا على موقع Soccerbase.com (لاعب) (الإنجليزية)
- آساهي أويناكا على موقع Soccerway.com (الإنجليزية)
- آساهي أويناكا على موقع عالم كرة القدم.نت (الإنجليزية)